# کارل فرولیش
کارل فرولیش (آلمانی: Carl Froelich; ۵ سپتامبر ۱۸۷۵ – ۱۲ فوریهٔ ۱۹۵۳) کارگردان و فیلم‌بردار اهل آلمان در دوران سینمای صامت بود. 
از آثار مهمش ارواح سرگردان (۱۹۲۱) و عشق در نگاه اول (۱۹۳۲) را می‌توان نام برد.